# 占守海峡
占守海峡（しゅむしゅかいきょう、ロシア語: Первый Курильский пр. 第一クリル海峡、英語：First Kuril strait）は、カムチャツカ半島最南端のロパートカ岬と千島列島最東端の占守島（しゅむしゅとう）との間の海峡。幅13km。東側は太平洋、西側はオホーツク海である。

## 歴史
自国領土の東方拡張を続けてきたロシア帝国は17世紀にカムチャツカ半島に到達してその領有を宣言し、さらにこの占守海峡を越えて占守島や幌筵島など千島列島（クリル諸島）北部への進出を続けていた。1854年、千島列島南部での支配や経済活動を進めていた日本（江戸幕府）との間で日露和親条約が結ばれ、占守海峡の両岸はロシア領であることが改めて確認された。その後、1875年にロシア帝国と日本（大日本帝国）の明治政府との間で樺太・千島交換条約が締結されると占守島を含む千島列島北部が日本に割譲され、以後占守海峡は日本とロシア両国の国境となった。その後の社会主義革命によりロシア帝国はソビエト連邦（ソ連）となり、1925年締結の日ソ基本条約で国交が回復した後も同海峡が日ソ両国の国境となった。
1945年8月、第二次世界大戦末期にソ連が日本に宣戦布告（ソ連対日参戦）すると、占守島では侵攻した赤軍（ソ連軍）と日本軍守備隊との間で戦闘が起こり（占守島の戦い）、赤軍はロパートカ岬の砲台からも同海峡を越えて砲撃を実施した。ソ連は千島列島全域と色丹島・歯舞群島を占領し、占守海峡にあった国境線は実質的に消滅して、両岸ともソ連の支配地域となった。1991年のソ連崩壊により同地域の支配はロシア連邦に継承され、現在でもその状態が続き、日本以外の各国政府からの承認も受けている。ロシアの行政区画では、占守海峡（第一クリル海峡）はカムチャツカ半島を含むカムチャツカ地方と千島列島（クリル諸島）全域を含むサハリン州との境界とされている。
一方、日本は1951年締結のサンフランシスコ講和条約により千島列島の権利や請求権を放棄したが、同条約にソ連が署名しなかったこと等を理由に得撫島以北の千島列島北部は「帰属未定地」だと主張し、1956年の日ソ共同宣言でも北方地域（歯舞群島・色丹島、千島列島南部の国後島・択捉島）の自国領有とソ連からの返還を求め、千島列島北部のソ連領有を承認しなかった。ソ連からロシア連邦へ体制が転換しても日本政府はこの北方領土問題が未解決であるとし、現在でも日本の地図上では得撫島と択捉島との間の択捉海峡だけでなく占守海峡にも国境線が記述されている場合が多い。この場合、占守海峡の国境線は「ロシアと帰属未定地の境界線」となる。